# Yoshio Kosugi
Yoshio Kosugi (小杉 義男, Kosugi Yoshio), né le 15 septembre 1903 et mort le 12 mars 1968, est un acteur japonais.
Il est notamment connu pour le rôle de Mosuke dans Les Sept Samouraïs.

## Biographie
Yoshio Kosugi a tourné dans près de 130 films entre 1935 et 1967.

## Filmographie partielle
- 1936 : Tochuken Kumoemon (桃中軒雲右衛門, Kumoemon Tōchūken?) de Mikio Naruse : Tōun
- 1936 : Ino et Mon (兄いもうと, Ani imōto?) de Sotoji Kimura : Akaza, le père
- 1941 : Cheval (馬, Uma?) de Kajirō Yamamoto : Zenzo Sakuma
- 1943 : Ina no Kantarō (伊那の勘太郎?) d'Eisuke Takizawa : Hanbei Kuroiwa
- 1943 : La Légende du grand judo (姿三四郎, Sugata sanshiro?) d'Akira Kurosawa : Maître Saburo Monma
- 1945 : Les Hommes qui marchèrent sur la queue du tigre (虎の尾を踏む男達, Tora no o wo fumu otokotachi?) d'Akira Kurosawa : Mosuke
- 1947 : La Montagne d'argent (銀嶺の果て, Ginrei no hate?) de Senkichi Taniguchi : Takasugi
- 1951 : Le Fard de Ginza (銀座化粧, Ginza keshō?) de Mikio Naruse : Eijirō Kasai
- 1952 : Sengoku burai (戦国無頼?) de Hiroshi Inagaki
- 1954 : Les Sept Samouraïs (七人の侍, Shichinin no samurai?) d'Akira Kurosawa : Mosuke
- 1955 : Beast Man Snow Man (獣人雪男, Jū jin yuki otoko?) d'Ishirō Honda
- 1956 : L'Étrange amour de la dame blanche (白夫人の妖恋, Byaku fujin no yoren?) de Shirō Toyoda
- 1956 : Hadachi no seishun (裸足の青春?) de Senkichi Taniguchi : Daizō Okano
- 1957 : Prisonnière des Martiens (地球防衛軍, Chikyu boeigun?) d'Ishirō Honda
- 1957 : Ujō (雨情?) de Seiji Hisamatsu : Tomegoro Otsu
- 1958 : La Forteresse cachée (隠し砦の三悪人, Kakushi toride no san-akunin?) d'Akira Kurosawa
- 1960 : The Human Vapor (ガス人間第1号, Gasu ningen daiichigō?) d'Ishirō Honda
- 1961 : Mothra (モスラ, Mosura?) d'Ishirō Honda
- 1961 : Récits du château d'Osaka (大阪城物語, Ōsaka-jō monogatari?) de Hiroshi Inagaki : Gidayu Fujimoto
- 1962 : King Kong contre Godzilla (キングコング対ゴジラ, Kingukongu tai Gojira?) d'Ishirō Honda
- 1964 : Mothra contre Godzilla (モスラ対ゴジラ, Mosura tai Gojira?) d'Ishirō Honda
- 1965 : Frankenstein vs. Baragon (フランケンシュタイン対地底怪獣, Furankenshutain tai chitei kaijū?) d'Ishirō Honda
- 1966 : Goemon se déchaîne (暴れ豪右衛門, Abare Gōemon?) de Hiroshi Inagaki : Gonji
- 1967 : Le Jour le plus long du Japon (日本のいちばん長い日, Nippon no ichiban nagai hi?) de Kihachi Okamoto : Tadahiko Okada